# Vincent Thill
Vincent Thill, född 4 februari 2000 i Luxemburg, är en luxemburgsk professionell fotbollsspelare som spelar för Sabah. Han representerar även Luxemburgs landslag. Han är yngre bror till de luxemburgska landslagskollegorna Sébastien Thill och Oliver Thill.

## Klubblagskarriär

### Tidig karriär
Thill inledde i femårsåldern sitt fotbollsspelande i moderklubben Progrès Niederkorn i Niederkorn där han hade sin far Serge som tränare. Serge Thill vann bland annat högstaligan i Luxemburg två gånger (1991/1992 och 2002/2003) och spelade 14 A-landskamper för Luxemburg. Efter några år lämnade Vincent Thill moderklubben för CS Fola Esch från staden Esch-sur-Alzette innan han som elvaåring återvände till Progrès Niederkorn för en kortare sejour. Strax därefter skrev Thill på ett kontrakt med den franska klubben FC Metz och den dåvarande tolvåringen fortsatte sin utveckling i deras ungdomslag. 

### FC Metz
Den 26 maj 2016 skrev han på sitt första professionella kontrakt med klubben trots att uppgifter i media sade att både Real Madrid och Bayern München var intresserade av honom. Den 27 augusti 2016 satt Thill för första gången på bänken i Ligue 1 då hans Metz tog emot Angers SCO (2–0) på Stade Saint-Symphorien i Longeville-lès-Metz. Den 21 september 2016 blev en historisk dag för honom då han debuterade i Ligue 1, högsta ligan i Frankrike. Debuten kom i den sjätte omgången av ligan när Metz hemma på Stade Saint-Symphorien tog emot Bordeaux (0–3) inför 15 711 åskådare. Tränaren Philippe Hinschberger hade tagit ut Thill i matchtruppen och 16-åringen inledde på bänken i tröja nummer 29, och i den 82:a matchminuten kom bytet som skrev in Vincent Thill i historieböckerna.
I samband med att han ersatte Mevlüt Erdinç blev han den förste spelaren född på 2000-talet som spelade i någon av de fem största ligorna i Europa (Premier League, La Liga, Serie A, Bundesliga och Ligue 1). Den svenske forwarden Isaac Kiese Thelin fastställde slutresultatet från straffpunkten i den 76:e matchminuten och inhoppet blev det enda för honom i Ligue 1 under säsongen 2016/2017 då laget slutade på 14:e plats i tabellen. Thill var till sex matcher i Ligue 1 uttagen i matchtruppen. Det blev även nio matcher från start med FC Metz reservlag som spelade i Championnat de France Amateur 2 där man slutade på femte plats i Grupp D. Säsongen 2017/2018 startade han 18 matcher för reservlaget då de slutade på elfte plats i Group F: Grand Est i samma serie, som dock inför säsongen bytt namn till Championnat National 3. Tabellplaceringen innebar att reservlaget fick ta klivet ner till Regional 1. Thill gjorde endast ett mål för reservlaget, den 28 januari 2018 då man tog emot Lunéville FC (1–2) hemma på Stade Dezavelle i Longeville-lès-Metz och han gav då FC Metz ledningen i den tredje matchminuten.

#### Lån till Pau FC
I början av augusti 2018 lånades Vincent Thill ut till Pau FC under säsongen 2018/2019, efter att fått minimal speltid i Metz. Debuten för den nya klubben skedde den 17 augusti 2018 då man i den tredje omgången av Championnat National mötte US Avranches (0–1) på Stade René Fenouillère i Avranches. Thill spelade hela matchen i tröja nummer 10 under ledning av den italienske coachen Raffaele Novelli. Den 31 augusti 2018 gjorde han sitt första mål för Pau FC i bortamötet med Le Mans FC (1–2) då han kvitterade till 1–1 i den 50:e matchminuten på Stade Marie-Marvingt i Le Mans. Det blev sammanlagt 28 matcher för honom i Championnat National, varav 27 från start, då Pau FC slutade på tionde plats i tabellen och han svarade för tolv ligamål. Han startade även en match i Coupe de France under säsongen.

#### Lån till US Orléans
Under sommaren 2019 blev det klart med en ny utlåning, denna gång till US Orléans som säsongen 2019/2020 spelade i Ligue 2. Debuten skedde i seriepremiären då US Orléans ställdes mot AS Nancy-Lorraine (0–0) på Stade Marcel-Picot i Tomblaine den 26 juli 2019. Thill startade matchen som högermittfältare i en 4-5-1-formation under ledning av den franske coachen Didier Ollé-Nicolle. Med fem minuter kvar av ordinarie tid ersattes han av Gaëtan Perrin. Det blev ett mål under säsongen, borta mot Le Havre AC (2–1) på Stade Océane i Le Havre den 21 februari 2020 då han framspelad av Yohan Mollo i den 37:e matchminuten kvitterade till 1–1 då bortalaget vände ett underläge till seger. Han spelade 19 matcher, varav tolv från start, för US Orléans under säsongen och laget slutade på 20:e och sista plats i tabellen och man fick därmed ta klivet ner i Championnat National. Det blev även en match vardera i Coupe de France och i Coupe de la Ligue samt tre matcher för reservlaget.

### CD Nacional
Efter åtta år i Frankrike blev det 2020 en flytt till Portugal då han skrev på ett kontrakt med CD Nacional på Madeira. Den 19 september 2020 startade Primeira Liga 2020/2021, högstaligan i Portugal, och Vincent Thill debuterade för klubben då man mötte Boavista FC hemma på Estádio da Madeira. Han inledde på bänken men skulle sedan i den 68:e matchminuten ersätta João Victor för att därmed göra sin debut för klubben. Hemmalaget fick med sig en poäng efter João Camachos mål i den andra stopptidsminuten, matchen slutade 3–3.  Det blev 17 matcher, varav 13 från start, då CD Nacional slutade på 18:e och sista plats i Primeira Liga och man åkte därmed ner till Liga Portugal 2. Thill spelade även två matcher för CD Nacional i Taça de Portugal, den inhemska cupturneringen.

### Vorskla Poltava
Under sommaren 2021 skrev Thill på ett treårsavtal med FC Vorskla från Poltava, Ukraina. Hans äldre bror Olivier Thill spelade även i klubben. Den ukrainska högstaligan, VBet Liha, tog ett vinteruppehåll i december 2021, men återupptogs aldrig med anledning av Rysslands invasion av Ukraina så serien avslutades efter 18 spelade omgångar då FC Vorskla låg på femte plats i tabellen. Det blev inga matcher för honom under den första halvan av säsongen. 

#### Lån till Örebro SK
Med anledning av kriget i landet kunde spelare tillfälligt lämna sina klubbar fram till och med den 30 juni 2022 och den 1 april 2022 meddelade Örebro SK att man hade gjort klart med Thill om ett låneavtal. Den 26 april 2022 debuterade han för ÖSK då man i Superettan mötte Halmstads BK (0–2) inför 3 064 åskådare på Behrn Arena i Örebro. Huvudtränaren Axel Kjäll tog ut honom i matchtruppen och han inledde på bänken i tröja nummer 31. Med tio minuter kvar av ordinarie tid ersatte han Kevin Walker. Den 9 maj 2022 tog Örebro SK emot Östersunds FK (1–0) hemma på Behrn Arena och Thill blev stor matchhjälte inför de 2 578 åskådarna då han framspelad av Ahmed Yasin sköt in segermålet i den 83:e matchminuten. Han svarade även för segermålet hemma mot AFC Eskilstuna (1–0) den 23 maj 2022. Det blev sammanlagt åtta matcher i Superettan för Thill i ÖSK-tröjan, varav fem från start, innan han i juli 2022 återvände till FC Vorskla.

#### Tillbaka i Vorskla Poltava
FC Vorskla kvalificerade sig i och med femteplatsen i ligan för kvalspelet till gruppspelet i Uefa Europa Conference League 2022/2023 och i den andra kvalomgången lottades man mot AIK. Då man inte kunde spela sin hemmamatch i Poltava så kom AIK och FC Vorskla överens om att båda kvalmatcherna skulle spelas i Stockholm och Uefa godkände upplägget. Den 21 juli 2022 tog FC Vorskla emot AIK ”hemma” på Tele2 Arena. 7 911 åskådare var på plats och Thill startade matchen i tröja nummer 10. FC Vorskla vann med 3–2, men AIK kunde efter förlängning inför 15 759 åskådare på Friends Arena i Solna den 27 juli 2022 vinna med 2–0 efter mål av Joe Mendes och Axel Björnström. Thill startade bägge matcherna under ledning av managern Viktor Skripnik och spelade 88 respektive 74 minuter.

#### Lån till AIK
Efter hans insatser mot just AIK i Conference League-matcherna valde AIK den 5 augusti 2022 att ta in Thill på ett låneavtal fram till och med den 30 juni 2023. Han gjorde sin debut för klubben två dagar senare då han spelade 79:e matchminuter i en 1–0-förlust mot Kalmar FF på Guldfågeln Arena.

## Landslagskarriär
Thill blev den yngsta spelaren att representera Luxemburgs landslag när han gjorde sin debut den 25 mars 2016, i en 3–0-förlust mot Bosnien och Hercegovina. När han gjorde ett mål i den 90:e minuten mot Nigeria i en 3–1-förlust den 31 maj samma år, blev han Luxemburgs yngsta målskytt någonsin och den första spelaren som är född på 2000-talet att göra mål i en landskamp.